# Russel Wright
Russel Wright, né le 3 avril 1904 à Lebanon (Ohio) et mort le 21 décembre 1976 à New York, est un designer américain surtout connu pour sa ligne de vaisselle en céramique créée en 1938.

## Biographie
De 1922 à 1924, Russel Wright étudie le droit à l'université de Princeton. Il suit un cours d'architecture à l'université Columbia en 1923, puis étudie à l'école d'architecture de l'université de New York de 1938 à 1939. De 1924 à 1932, Wright se consacre à la conception de décors et de costumes pour le théâtre. En 1930, il crée sa propre usine pour la production de couverts et de vaisselle.
En 1933, Wright travaille avec des fabricants de produits d'usage courant. Sa ligne de vaisselle moderne American Modern de 1938 avec la Steubenville Pottery Company établit sa réputation .

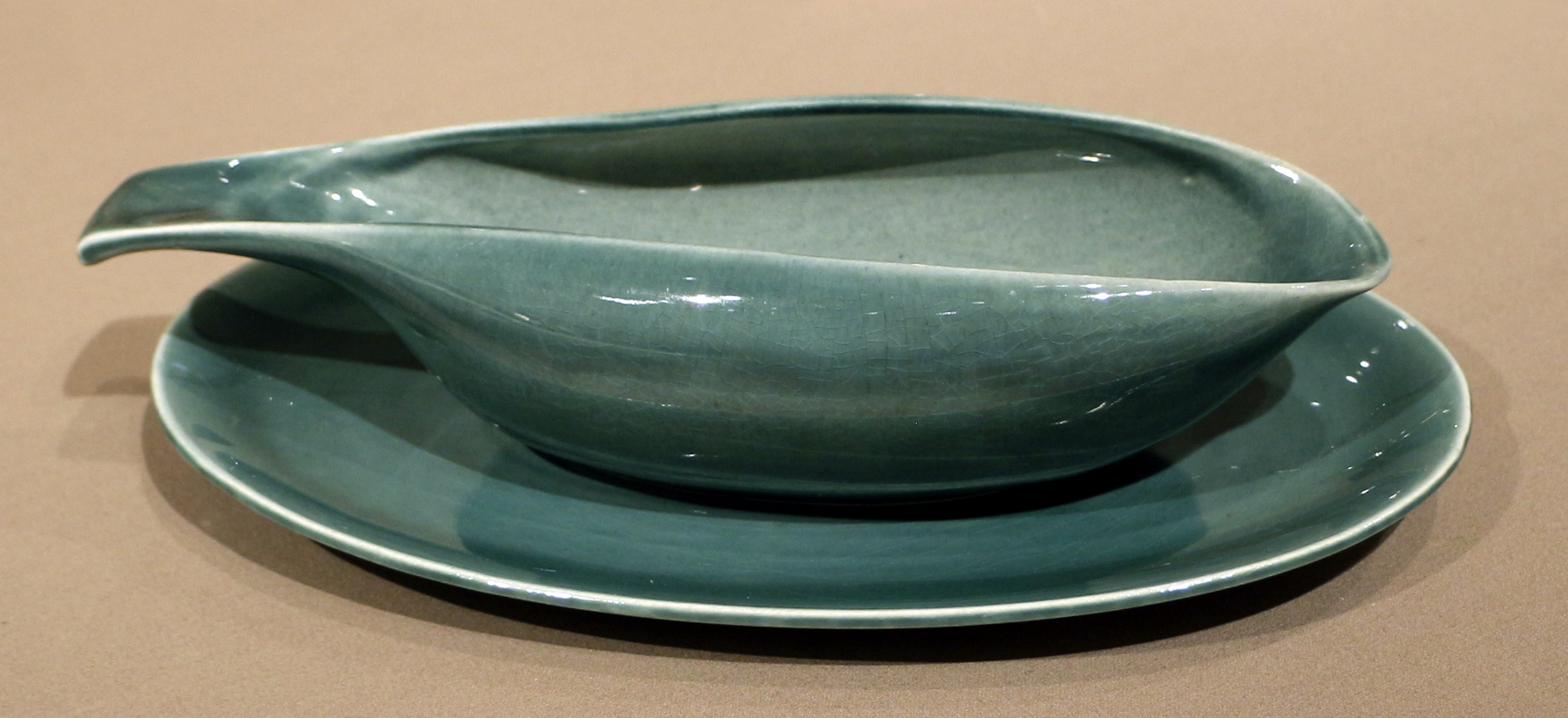
Vaisselle pour Steubenville Pottery (1939).
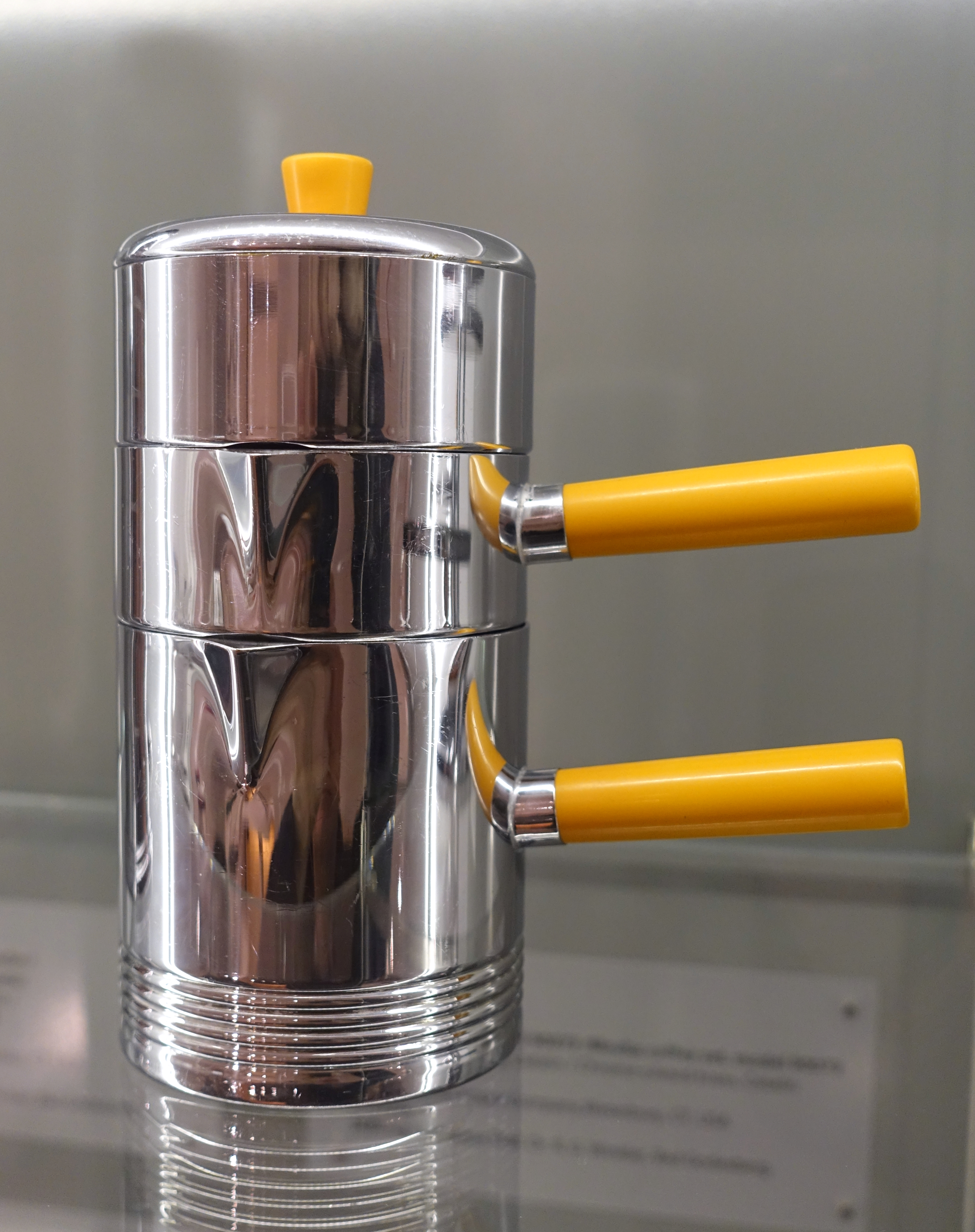
Cafetière chromée 1935-1938 pour Chase Brass & Copper -  Musée des arts appliqués (Cologne).
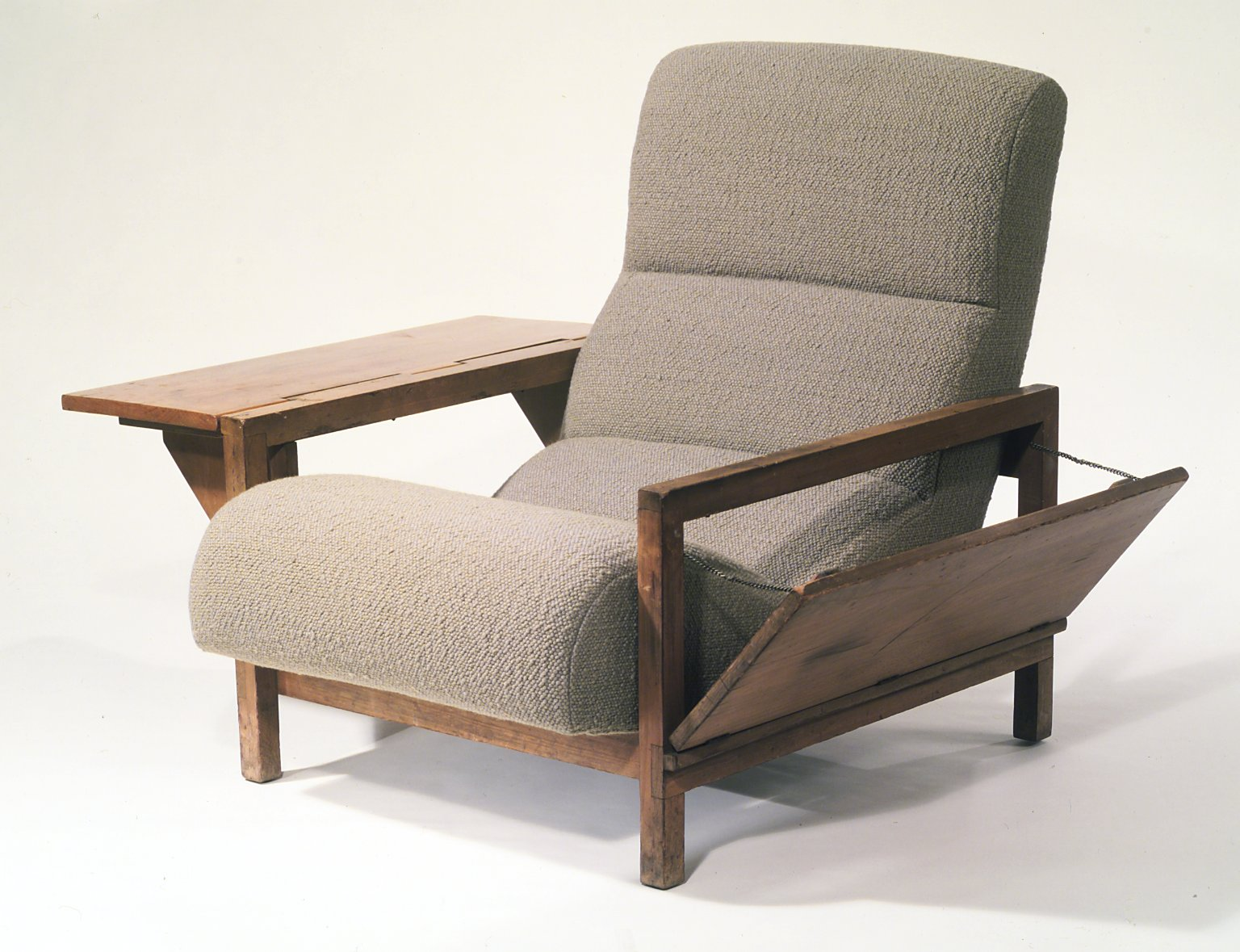
Fauteuil Statton (1950).
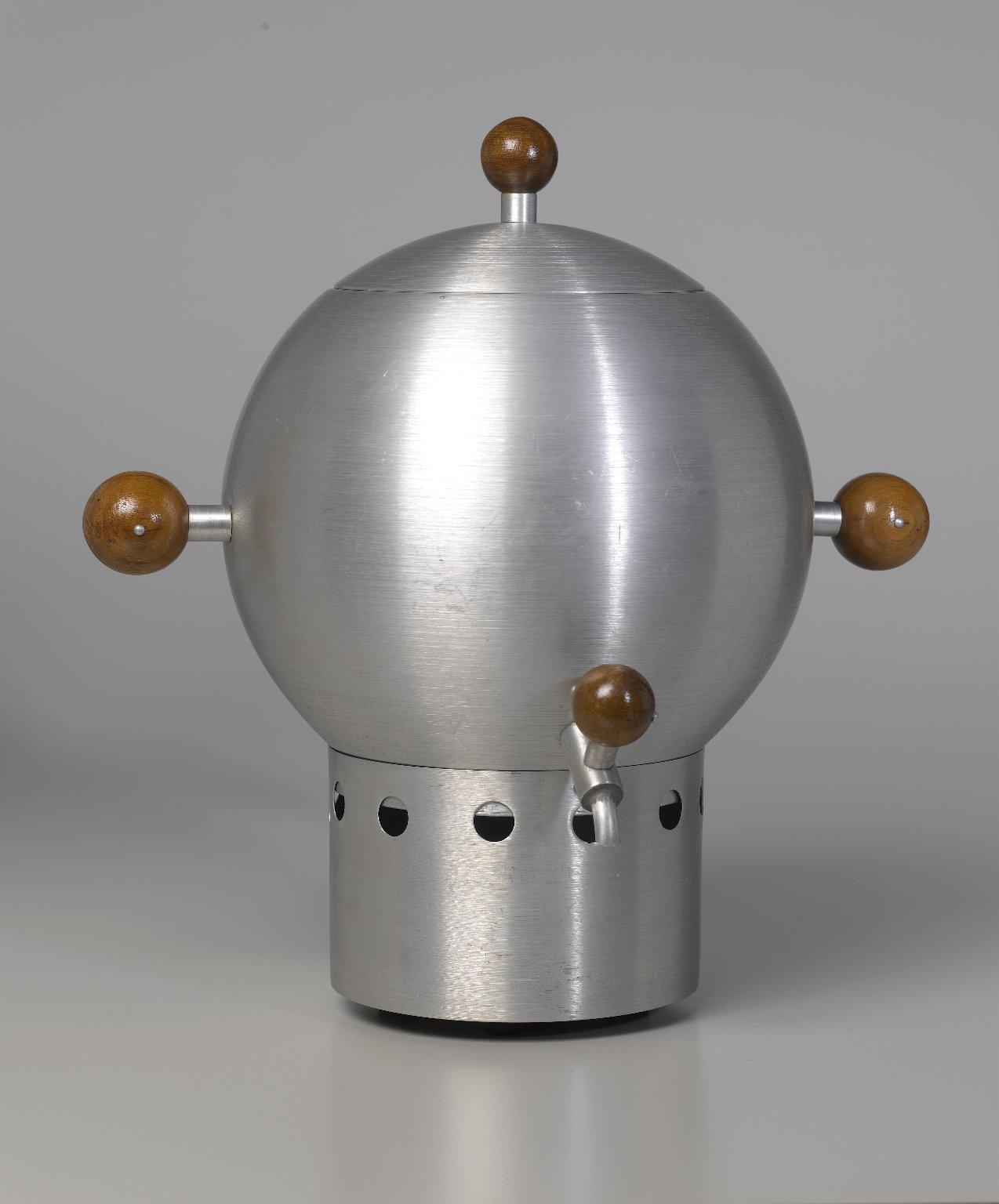
Cafetière en aluminium (1935).
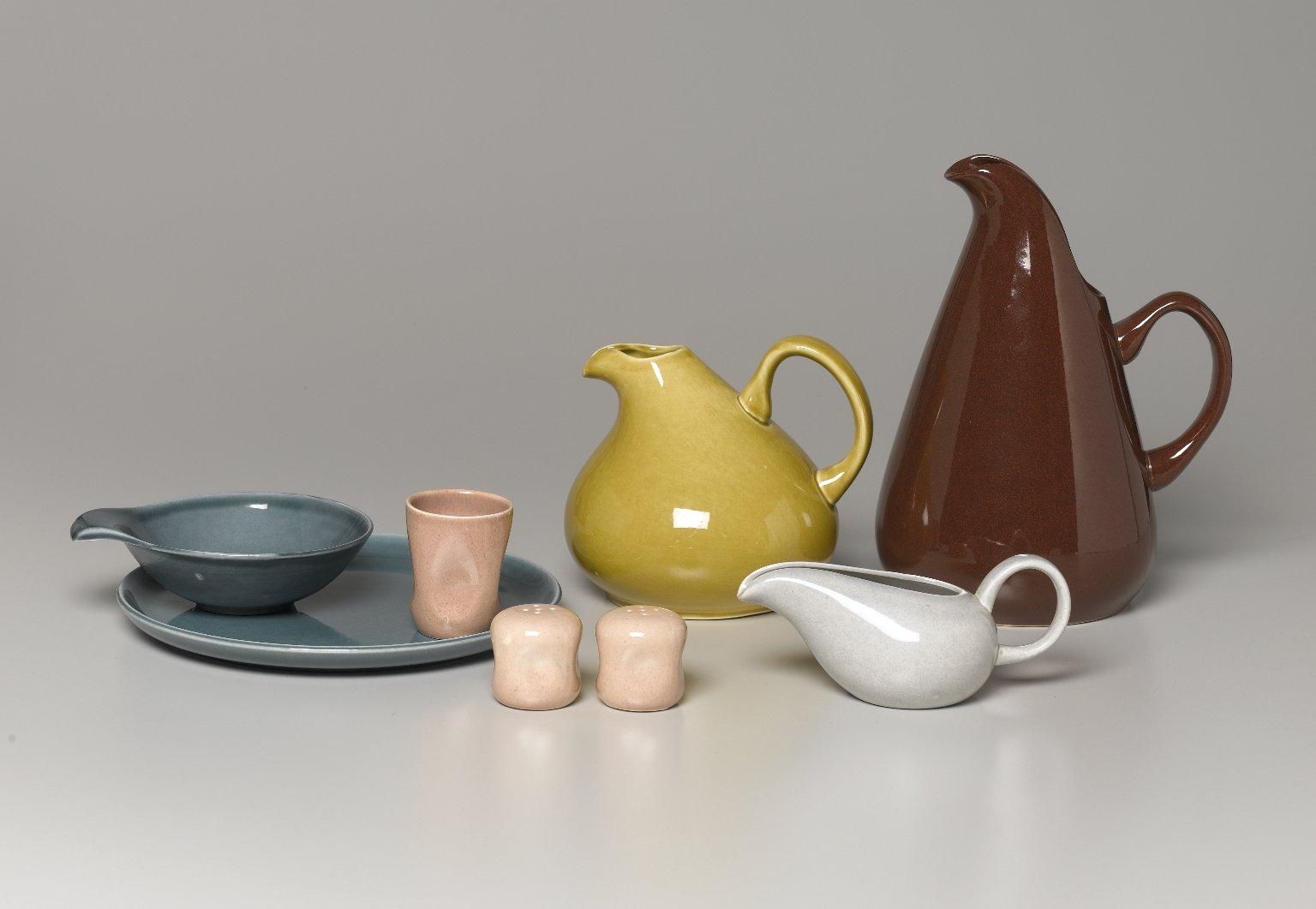
Vaisselle American Modern, 1937.

## American Modern
Son style American Modern se distingue par l'absence d'ornement traditionnel, l'utilisation de nouvelles technologies et de nouveaux matériaux et l'application de techniques de production de masse afin de créer des objets abordables pour la classe moyenne alors en expansion.
La vaisselle American Modern de Russel Wright est initialement fabriquée par Steubenville Pottery à Steubenville (Ohio). Elle est désormais fabriquée par Bauer Pottery Company à Los Angeles. Les couleurs de la ligne sont corail, chartreuse, gris granite et écume de mer. Les formes sont distinctement curvilignes et aérodynamiques.